# Жарма (Актюбинская область)
Жарма (каз. Жарма) — село в Иргизском районе Актюбинской области Казахстана. Входит в состав Аманкольского сельского округа. Код КАТО — 156835300.

## Население
В 1999 году население села составляло 358 человек (176 мужчин и 182 женщины). По данным переписи 2009 года, в селе проживали 284 человека (154 мужчины и 130 женщин).